# Riassunto delle puntate precedenti
Il riassunto delle puntate precedenti (o degli episodi precedenti) è un meccanismo narrativo utilizzato in molte fiction televisive per ricordare allo spettatore gli eventi passati della trama che hanno condotto alla situazione corrente.

## Terminologia
I due termini vengono utilizzati in base al tipo di fiction, se divisa in puntate (miniserie televisive, soap opera e telenovela) o se divisa in episodi (serie televisive).
Si tratta in genere di una breve sequenza di scene riprese dagli episodi o dalle puntate precedenti (eventualmente arricchito da un commento fuori campo) che precede la puntata corrente, a mo' di prologo, per chiarirne il contesto. A seconda delle fiction, viene utilizzato consistentemente prima di ogni episodio oppure solo in determinate circostanze, come nel caso di episodi lunghi suddivisi in più puntate, in altre non viene mai utilizzato. Situazioni che rendono particolarmente utile un riassunto delle puntate precedenti sono quelli di puntate che riprendono la narrazione a partire da un cliffhanger o che proseguono una sottotrama che era stata sviluppata in una o più puntate non direttamente precedenti e che lo spettatore potrebbe più facilmente non aver visto o aver dimenticato.
Il riassunto delle puntate precedenti è tradizionalmente introdotto dalla frase "nelle puntate precedenti di... " o "nei precedenti episodi di... " (nome della serie). In alcune serie televisive (per esempio Stargate SG-1), la voce che introduce il riassunto delle puntate precedenti è quella di un personaggio della serie stessa.
Al fine di raggiungere più efficacemente lo scopo di ricostruire il contesto della narrazione, può darsi che vengano incluse in un riassunto delle puntate precedenti anche sequenze che non sono mai andate in onda, o che le sequenze riprodotte siano doppiate in modo diverso, sostituendo le frasi originali con altre più slegate dal contesto della scena di appartenenza e quindi più comprensibili a sé.
Nelle edizioni delle serie televisive per l'home video, i riassunti delle puntate precedenti non sono trattati sempre in modo uniforme; in alcuni casi vengono sistematicamente inclusi nelle puntate, in altri sistematicamente esclusi, e in altre ancora associati solo ad alcune puntate.